# CA Spora Luxembourg
Il CA Spora Luxembourg è stata una società calcistica lussemburghese con sede nella capitale, Lussemburgo. Nel 2005 si è fuso con altri club per dare vita al Racing FC Union Luxembourg.

## Storia
Lo Spora fu fondato nel 1923 dalla fusione tra il Racing Club Luxembourg e il Sporting Club Luxembourg, due dei club più importanti della fase più antica del calcio nel paese. Per i primi diciassette anni della sua esistenza lo Spora combatté contro il Red Boys per la supremazia nel calcio lussemburghese. Sebbene il Red Boys vinse di più nel periodo, lo Spora comunque arricchì la sua bacheca con 7 titoli nazionali e tre coppe in circa 15 stagioni.
Dopo la seconda guerra mondiale lo Spora ha continuato a vincere (5 coppe e 4 campionati). Nel 1956, Spora raggiunse uno dei più importanti risultati per il calcio lussemburghese di club battendo il Borussia Dortmund, all'epoca campione tedesco.
Nel 2005 lo Spora si è fuso con altri due club della capitale, il CS Alliance 01 Luxembourg e l'Union Luxembourg, per formare l'attuale Racing FC Union Luxembourg.

## Palmarès

### Competizioni nazionali
- Campionato lussemburghese: 11

1924-1925, 1927-1928, 1928-1929, 1933-1934, 1934-1935, 1935-1936, 1937-1938, 1948-1949, 1955-1956, 1960-1961, 1988-1989
- Coppa del Lussemburgo: 8

1927-1928, 1931-1932, 1939-1940, 1949-1950, 1956-1957, 1964-1965, 1965-1966, 1979-1980
- Éirepromotioun: 3

1977, 1979, 1983

### Altri piazzamenti
- Campionato lussemburghese:

Secondo posto: 1923-24, 1925-26, 1929-1930, 1930-1931, 1932-1933, 1944-45, 1951-52, 1958-59, 1966-67, 1987-88
Terzo posto: 1911-1912, 1916-1917, 1931-1932, 1938-1939
- Coppa del Lussemburgo:

Finalista: 1924-1925, 1928-29, 1929-1930, 1930-31, 1933-34, 1944-45, 1962-63, 1986-87

## Competizioni europee
Lo Spora si è qualificato per 11 volte in una coppa europea.
- UEFA Champions League

Primo turno (3): 1956-57, 1961-62, 1989-90
Nella prima partecipazione venne abbinato al Borussia Dortmund (3-4, 2-1 e 0-7 nello spareggio). Nel 1961/62 incontrò il B 1913 Odense (0-6, 2-9). Nell'89/90 il Real Madrid (0-3 e 0-6).
- Coppa delle Coppe

Primo turno (3): 1965-66, 1966-67, 1980-81
Nel 65/66 affrontò al primo turno i tedeschi dell'est del Magdeburg (0-1, 0-2), nel 66/67 gli irlandesi dello Shamrock Rovers (1-4, 1-4), nell'80/8 lo Sparta Praga (0-6, 0-6).
- Coppa delle Fiere

Primo turno (2): 1964-65, 1967-68
Nel 64/65 lo Spora venne abbinato al Basel (1-0, 0-2), nel 67/68 al Leeds United (0-9, 0-7).
- Coppa UEFA

Primo turno (3): 1987-88, 1991-92, 1992-93
1987/88 contro il Feyenoord Rotterdam (0-2, 2-5), nel 91/92 contro Eintracht Francoforte (1-6, 0-5), nel 92/93 affrontò lo Sheffield (1-8, 1-2).
Lo Spora ha vinto due gare tra quelle disputate in Europa. Nel 1956-57, il team vinse sorprendentemente il ritorno contro i campioni della Germania Ovest del Borussia Dortmund per 2-1, dopo aver perso con un onorevole 4-3 in Germania. Col sistema attuale del gol in trasferta che vale doppio avrebbero passato il turno. Nel 1956 era previsto un terzo match di spareggio che lo Spora perse per 7-0. La seconda vittoria risale alla Coppa delle Fiere 1965 quando lo Spora batté nel ritorno per 1-0 il Basilea ma venne eliminato avendo perso l'andata per 2-0.

## Giocatori celebri
- Eddy Dublin
- Albert Elter
- Stéphane Gillet
- Victor Nurenberg
- Benjamin Reiter
- Carlo Weis